# Нара (народ)

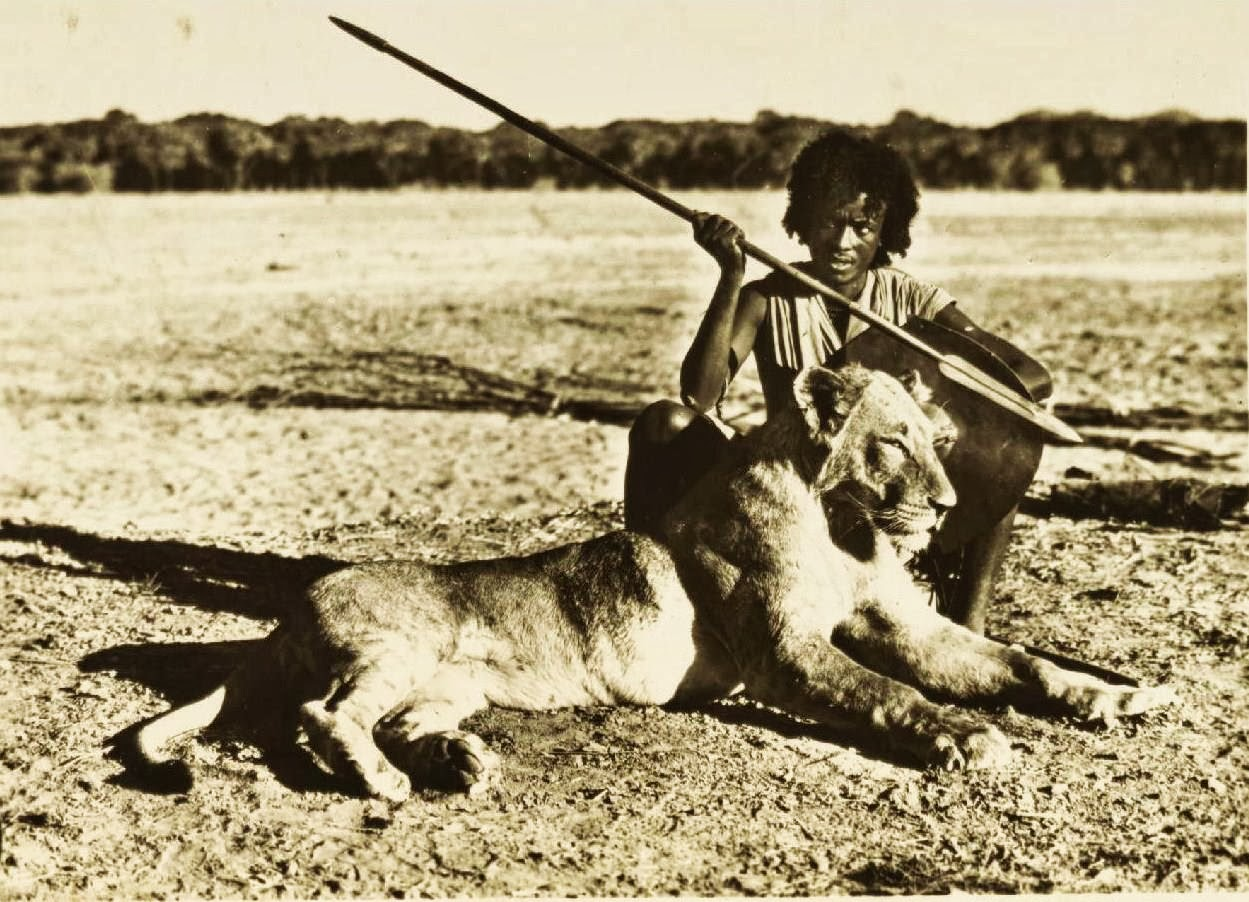
Охотник народности нара со львом

Нара — этническая группа, населяющая юго-запад Эритреи. Общество разделено на четыре группы, традиционно являющиеся анимистами. В основном они занимаются натуральным хозяйством.
По данным правительства Эритреи, нара являются потомками первых нило-сахарских поселенцев в Эритрее, которые мигрировали из района Верхнего Нила и вступили в брак с местным населением пигмеев.
Сегодня нара насчитывает около 108 000 человек. Они составляют около 1,5 % населения Эритреи. Они, как правило, занимаются сельским хозяйством и проживают вдоль границы с Суданом, к северу от Кунамы, в западной части равнины Барка.
Население нара делится на четыре племени: хигир, могуреб, койта и сантора. Они традиционно придерживались анимистических верований. После египетской оккупации в XIX веке большая часть нара приняла ислам. Меньшинство также исповедует христианство.
Этноним нара означает «Небесное Небо». Другое самоназвание — баря.

## Язык
Народ нара говорит на языке нара. Благодаря контактам с соседними афроазиатскими народами, многие нара также говорят на тигре и / или арабском языке. Язык бесписьменный, а некоторые существующие в наре литературные произведения были написаны с использованием системы письма тигре или арабского языка.
Этот язык также известен как Нара-Бана, что означает «Нара-разговор».

## Социальная организация
Социальная организация народа нара основана на кланах и подкланах, люди живут в деревнях и деревнях. Система родства — патрилинейная, в отличие от народа кунама. Земля принадлежит клану и делится между семьями в клане.